# カトヴィツェ
カトヴィツェ（Katowice [katɔˈvit͡sɛ] ( 音声ファイル)）は、ポーランド南部の都市。シロンスク県の県都で、同地方を代表する工業都市。ドイツ語ではカトヴィッツ（Kattowitz）、シレジア語ではカトヴィツィ（Katowicy）。市の人口は約30万人だが、都市圏人口は200万人を上回る。

## 地勢・産業
シロンスク県、ラヴァ川沿いに位置する工業都市。炭田を有するほか、亜鉛・鉛なども採掘される。第二次世界大戦後、共産主義政権下において環境への配慮を欠いたまま工業生産の増加を図ったため、カトヴィツェやクラクフなどの環境汚染が深刻なものとなった。現在も水質や大気、土壌などの汚染問題が懸念されている。シロンスク大学（Uniwersytet Śląski w Katowicach）など多くの教育機関が置かれているため、学生が多く居住している。近隣の都市としては、約70キロメートル東にクラクフがある。また、30キロメートル南東に位置するオシフィエンチム（ドイツ語名：アウシュヴィッツ）には、アウシュヴィッツ強制収容所が残されている。

## 歴史
中世前期のスラヴ人集落が街の起源とされる。ポーランドのピャスト朝によって統治され、断絶後はハプスブルク家の支配下に置かれた。史料上では16世紀末にカトヴィツェの呼称が確認できる。
18世紀半ば、オーストリア継承戦争の際にプロイセン王国が獲得した。1865年に都市としての地位を認められ、1873年にはカトヴィッツ郡（当時）の郡庁所在地とされた（この間、1871年にプロイセンの主導でドイツ帝国が成立している）。シロンスク（シレジア）地方の豊富な地下資源にも支えられ、19世紀後半より急速な工業化が進んだ。
第一次世界大戦で敗れたドイツは、シロンスク地方東部をポーランドに割譲することになり、カトヴィツェもポーランド領となった。1939年に第二次世界大戦が勃発すると（ナチス・ドイツによるポーランド侵攻）、ユダヤ人地域のシナゴーグが破壊され、シロンスク博物館も破壊された。第二次世界大戦後、ポーランド領へと復帰した。
1953年から1956年までスターリンにちなみ「スタリノグロド」という名前になっていた。
1970年12月、グダニスクで発生した反政府的な暴動が市内にも波及。騒乱状態に陥ったが鎮圧された。
2006年1月28日、カトヴィツェ近郊の見本市会場の屋根が雪の重みで崩落し、多くの犠牲者を出した。
2018年には、国際連合気候変動枠組条約締約国会議（COP24）の開催都市となった。

## 交通
カトヴィツェ駅はワルシャワとウィーンを結ぶ鉄道の幹線上にあり、様々な国籍の列車が往来する。国内線はクラクフやヴロツワフ方面の路線が分岐しており、ポーランド南部の鉄道の拠点である。カトヴィツェのトラム路線網はポーランド最大であり、ヨーロッパでも屈指の規模である。路線は市外にも広がっており、広域をカバーしている。
カトヴィツェ国際空港は街の中心部から北方30キロメートルの丘陵地帯に位置している。国際線はロンドン行きやドルトムント行きの利用者が多い。

## 気候
| カトヴィツェ (1991–2020)の気候      | カトヴィツェ (1991–2020)の気候 | カトヴィツェ (1991–2020)の気候 | カトヴィツェ (1991–2020)の気候 | カトヴィツェ (1991–2020)の気候 | カトヴィツェ (1991–2020)の気候 | カトヴィツェ (1991–2020)の気候 | カトヴィツェ (1991–2020)の気候 | カトヴィツェ (1991–2020)の気候 | カトヴィツェ (1991–2020)の気候 | カトヴィツェ (1991–2020)の気候 | カトヴィツェ (1991–2020)の気候 | カトヴィツェ (1991–2020)の気候 | カトヴィツェ (1991–2020)の気候 |
| 月                                  | 1月                            | 2月                            | 3月                            | 4月                            | 5月                            | 6月                            | 7月                            | 8月                            | 9月                            | 10月                           | 11月                           | 12月                           | 年                             |
| ----------------------------------- | ------------------------------ | ------------------------------ | ------------------------------ | ------------------------------ | ------------------------------ | ------------------------------ | ------------------------------ | ------------------------------ | ------------------------------ | ------------------------------ | ------------------------------ | ------------------------------ | ------------------------------ |
| 最高気温記録 °C （°F）              | 14.7 (58.5)                    | 18.8 (65.8)                    | 22.8 (73)                      | 29.5 (85.1)                    | 32.2 (90)                      | 34.6 (94.3)                    | 35.7 (96.3)                    | 37.2 (99)                      | 34.4 (93.9)                    | 26.6 (79.9)                    | 20.9 (69.6)                    | 18.2 (64.8)                    | 37.2 (99)                      |
| 平均最高気温 °C （°F）              | 1.8 (35.2)                     | 3.7 (38.7)                     | 8.2 (46.8)                     | 14.9 (58.8)                    | 19.6 (67.3)                    | 22.9 (73.2)                    | 24.9 (76.8)                    | 24.6 (76.3)                    | 19.2 (66.6)                    | 13.7 (56.7)                    | 7.8 (46)                       | 2.7 (36.9)                     | 13.67 (56.61)                  |
| 日平均気温 °C （°F）                | −1.2 (29.8)                    | 0.1 (32.2)                     | 3.6 (38.5)                     | 9.3 (48.7)                     | 13.8 (56.8)                    | 17.3 (63.1)                    | 19.1 (66.4)                    | 18.6 (65.5)                    | 13.7 (56.7)                    | 8.9 (48)                       | 4.2 (39.6)                     | -0.0 (32)                      | 8.95 (48.11)                   |
| 平均最低気温 °C （°F）              | −4.3 (24.3)                    | −3.4 (25.9)                    | −0.7 (30.7)                    | 3.5 (38.3)                     | 8.0 (46.4)                     | 11.7 (53.1)                    | 13.3 (55.9)                    | 12.9 (55.2)                    | 8.9 (48)                       | 4.6 (40.3)                     | 0.9 (33.6)                     | −2.9 (26.8)                    | 4.38 (39.88)                   |
| 最低気温記録 °C （°F）              | −27.4 (−17.3)                  | −30.0 (−22)                    | −20.8 (−5.4)                   | −8.2 (17.2)                    | −3.4 (25.9)                    | −0.3 (31.5)                    | 4.8 (40.6)                     | 3.1 (37.6)                     | −3.4 (25.9)                    | −8.0 (17.6)                    | −16.3 (2.7)                    | −24.4 (−11.9)                  | −30.0 (−22)                    |
| 降水量 mm （inch）                  | 43.8 (1.724)                   | 39.4 (1.551)                   | 47.7 (1.878)                   | 44.9 (1.768)                   | 75.7 (2.98)                    | 78.7 (3.098)                   | 103.8 (4.087)                  | 73.1 (2.878)                   | 69.9 (2.752)                   | 53.4 (2.102)                   | 49.0 (1.929)                   | 43.8 (1.724)                   | 723.2 (28.471)                 |
| 降雪量 cm （inch）                  | 197.4 (77.72)                  | 173.8 (68.43)                  | 67.3 (26.5)                    | 10.2 (4.02)                    | 0 (0)                          | 0 (0)                          | 0 (0)                          | 0 (0)                          | 0 (0)                          | 0.6 (0.24)                     | 26.1 (10.28)                   | 88.7 (34.92)                   | 564.1 (222.11)                 |
| 平均降雨日数                        | 10.1                           | 9.1                            | 9.7                            | 7.9                            | 10.3                           | 10.0                           | 10.8                           | 9.0                            | 9.0                            | 9.1                            | 9.2                            | 9.5                            | 113.7                          |
| 平均降雪日数                        | 17.7                           | 15.2                           | 6.1                            | 1.4                            | 0                              | 0                              | 0                              | 0                              | 0                              | 0.2                            | 4.4                            | 13.1                           | 58.1                           |
| % 湿度                              | 84.6                           | 80.5                           | 74.1                           | 66.5                           | 69.8                           | 70.8                           | 71.8                           | 73.4                           | 79.6                           | 83.0                           | 85.9                           | 86.3                           | 77.19                          |
| 平均月間日照時間                    | 50.7                           | 70.6                           | 122.6                          | 182.7                          | 223.7                          | 230.6                          | 246.8                          | 241.3                          | 162.6                          | 114.5                          | 61.3                           | 43.0                           | 1,750.4                        |
| 出典：Promedios y totales mensuales |                                |                                |                                |                                |                                |                                |                                |                                |                                |                                |                                |                                |                                |

## 教育
- シレジア大学（シロンスク大学）
- シロンスク医科大学
- シロンスク工科大学

## 音楽
ポーランド国立放送交響楽団の本拠地である。

## スポーツ
GKSカトヴィツェ（GKS Katowice）がカトヴィツェを本拠地としている。カップ戦優勝などを果たす強豪であったが、4部リーグに降格した。
2013年からはWTAツアー大会のカトヴィツェ・オープンが開催されている。
世界でも最大規模のeスポーツイベントであるインテル・エクストリーム・マスターズ (IEM) の開催地である。

## ギャラリー

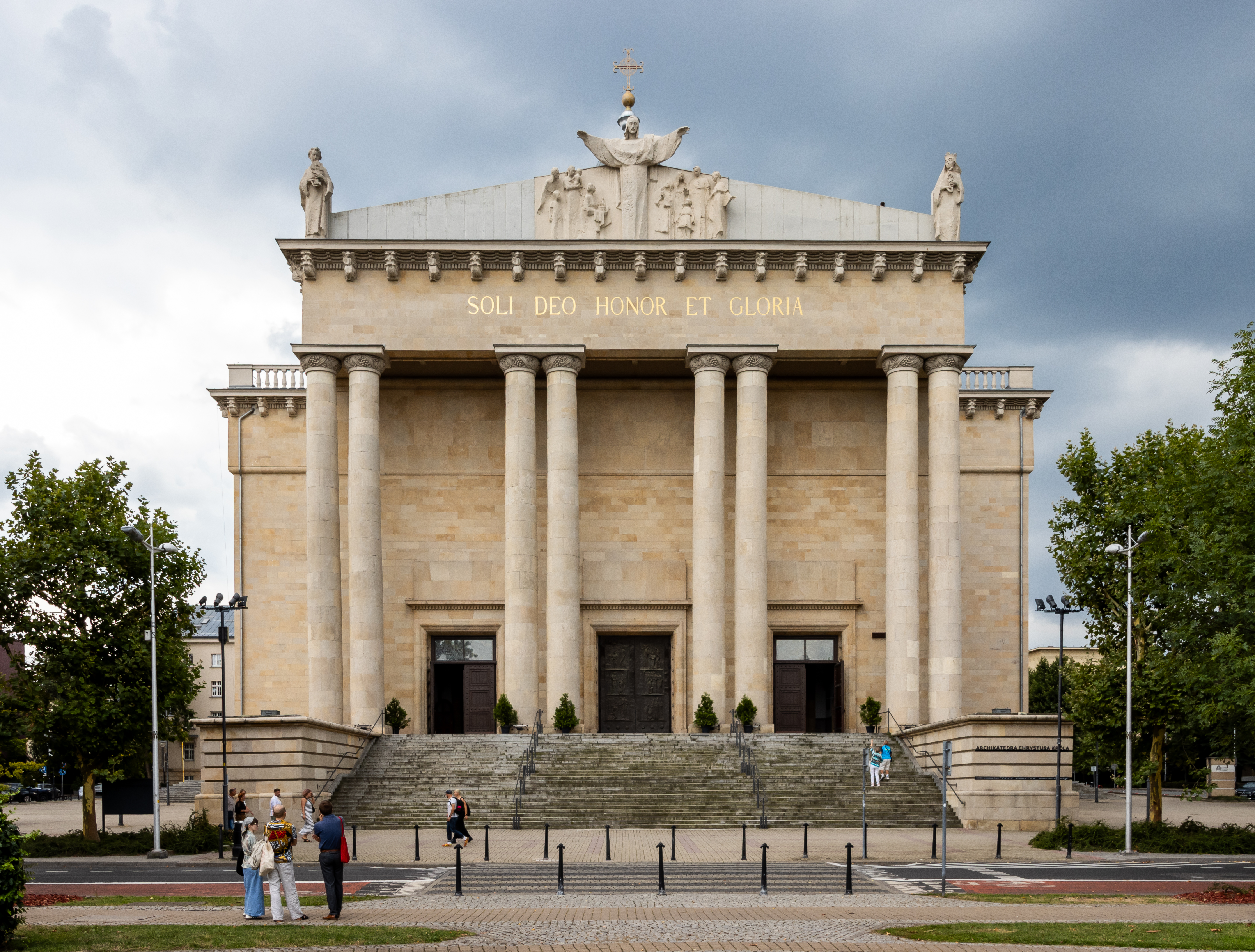
大聖堂
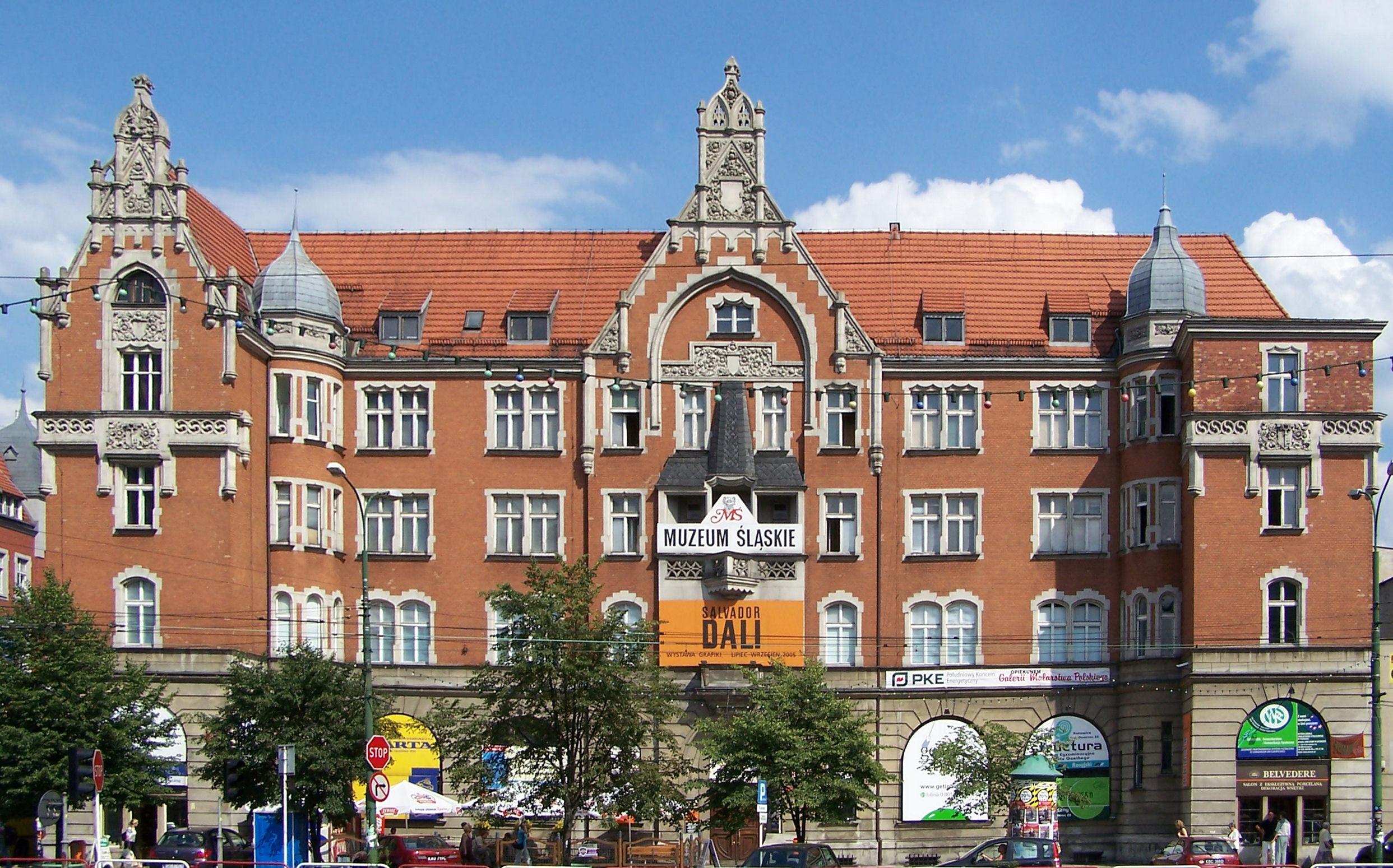
シロンスク博物館
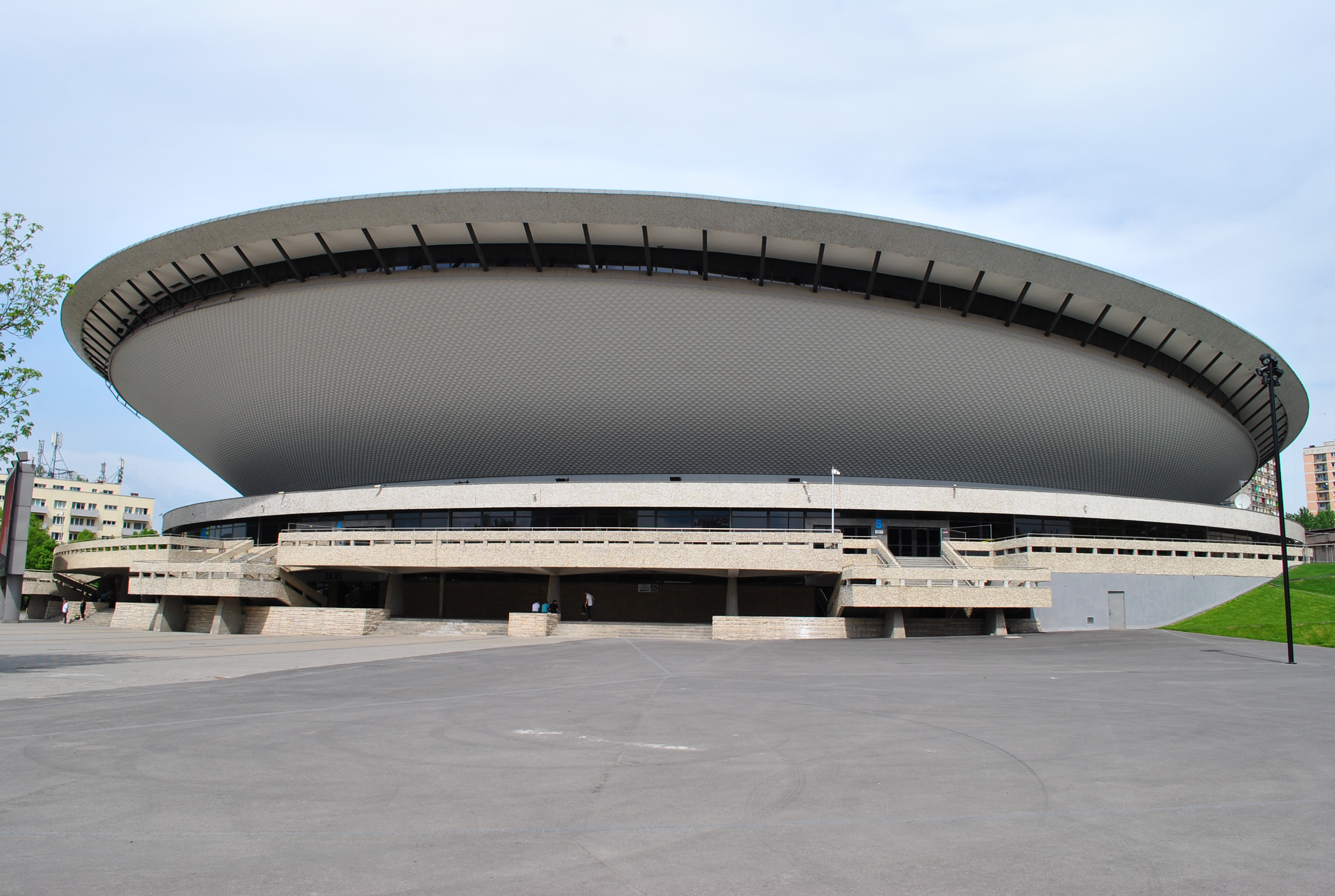
スポデク
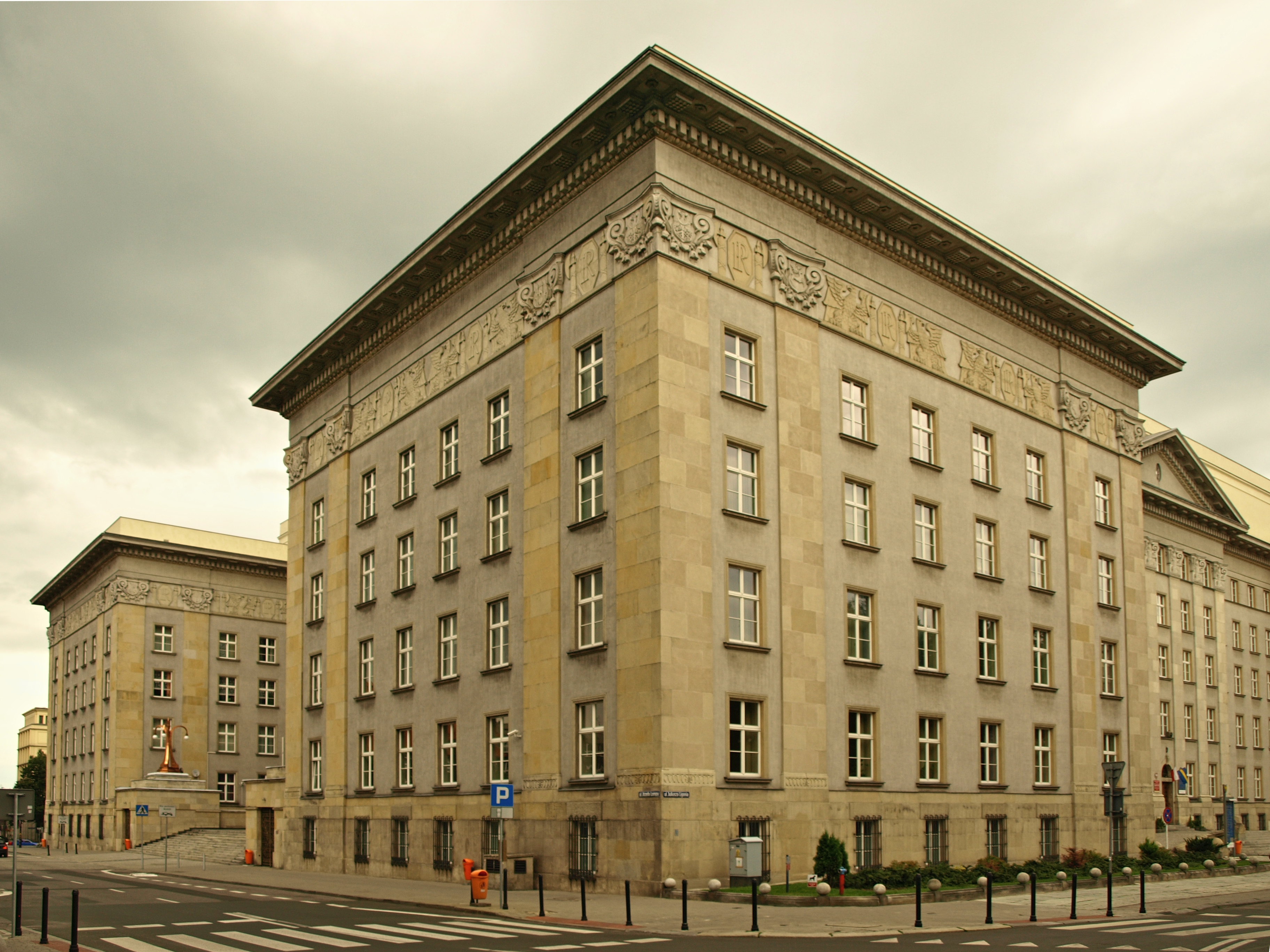
シロンスク県庁
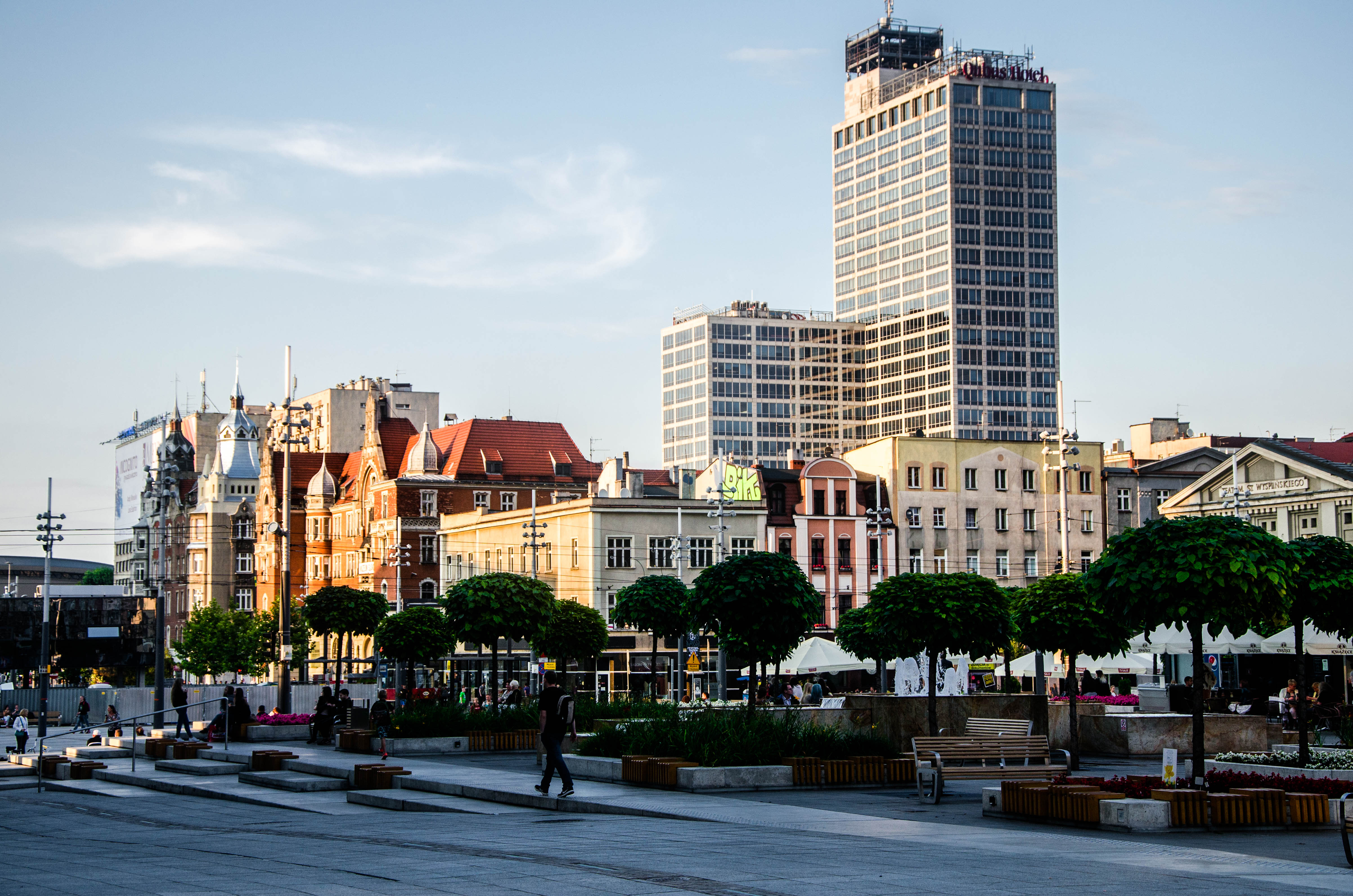
市場広場
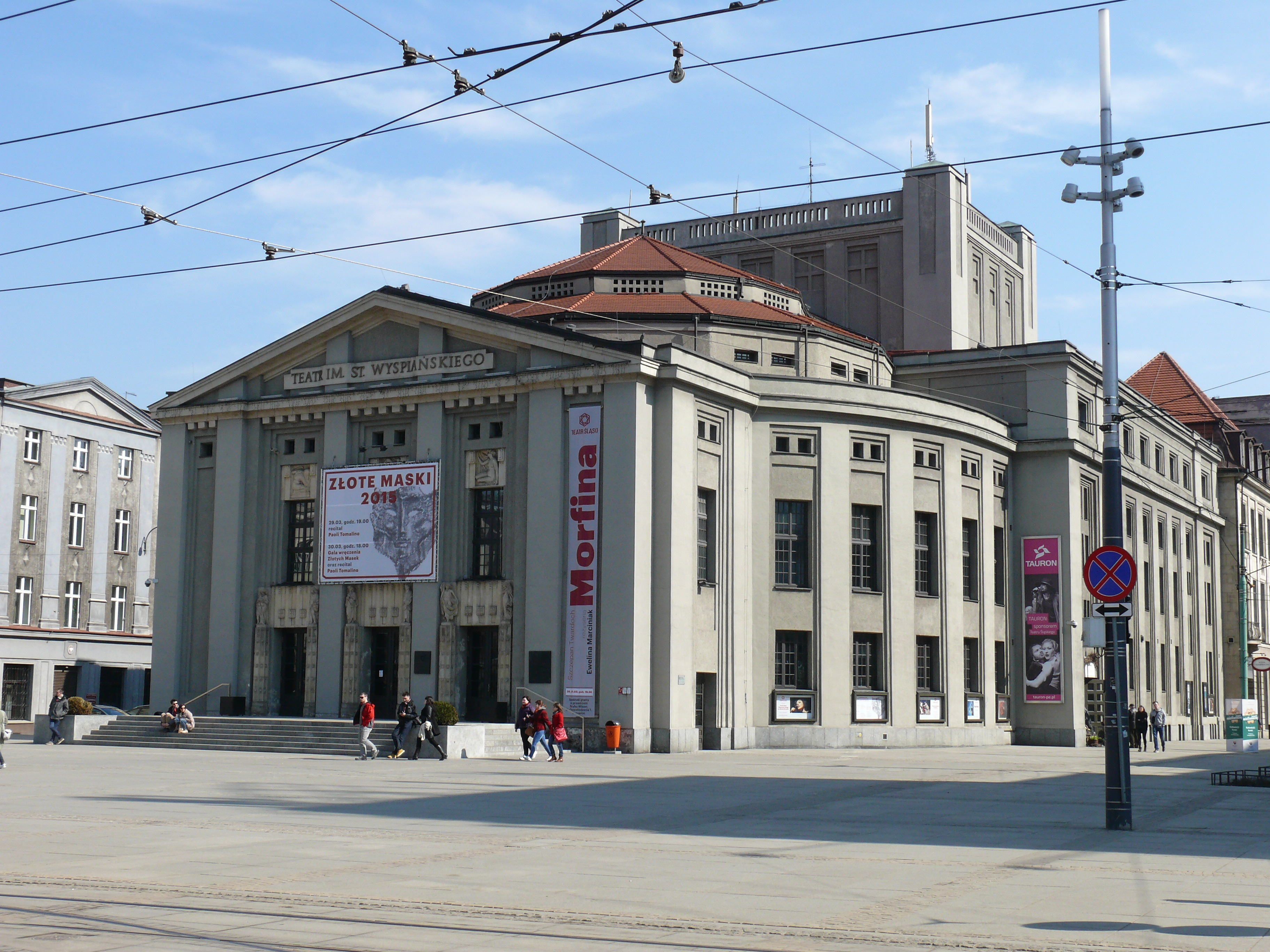
シロンスク劇場
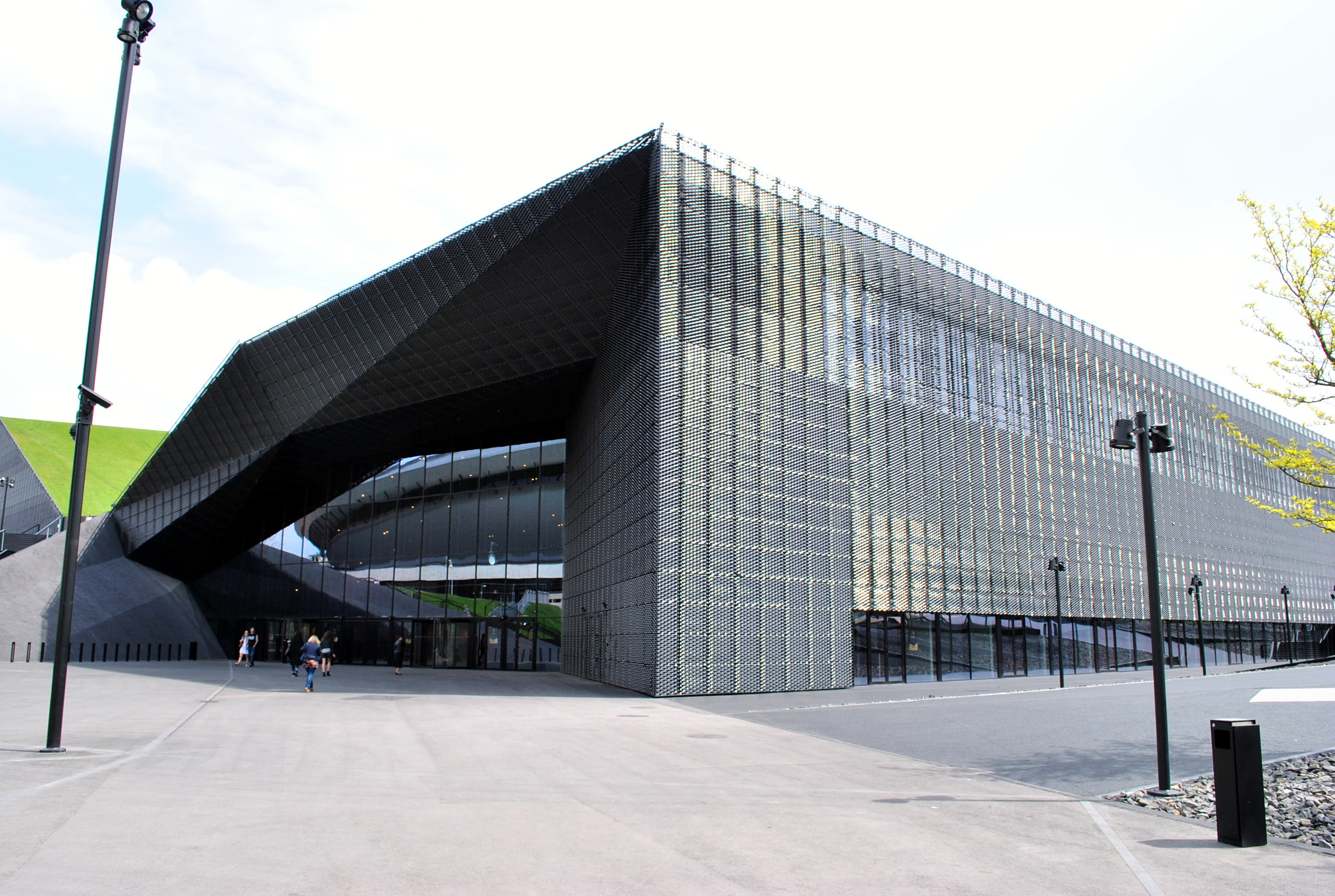
国際会議場
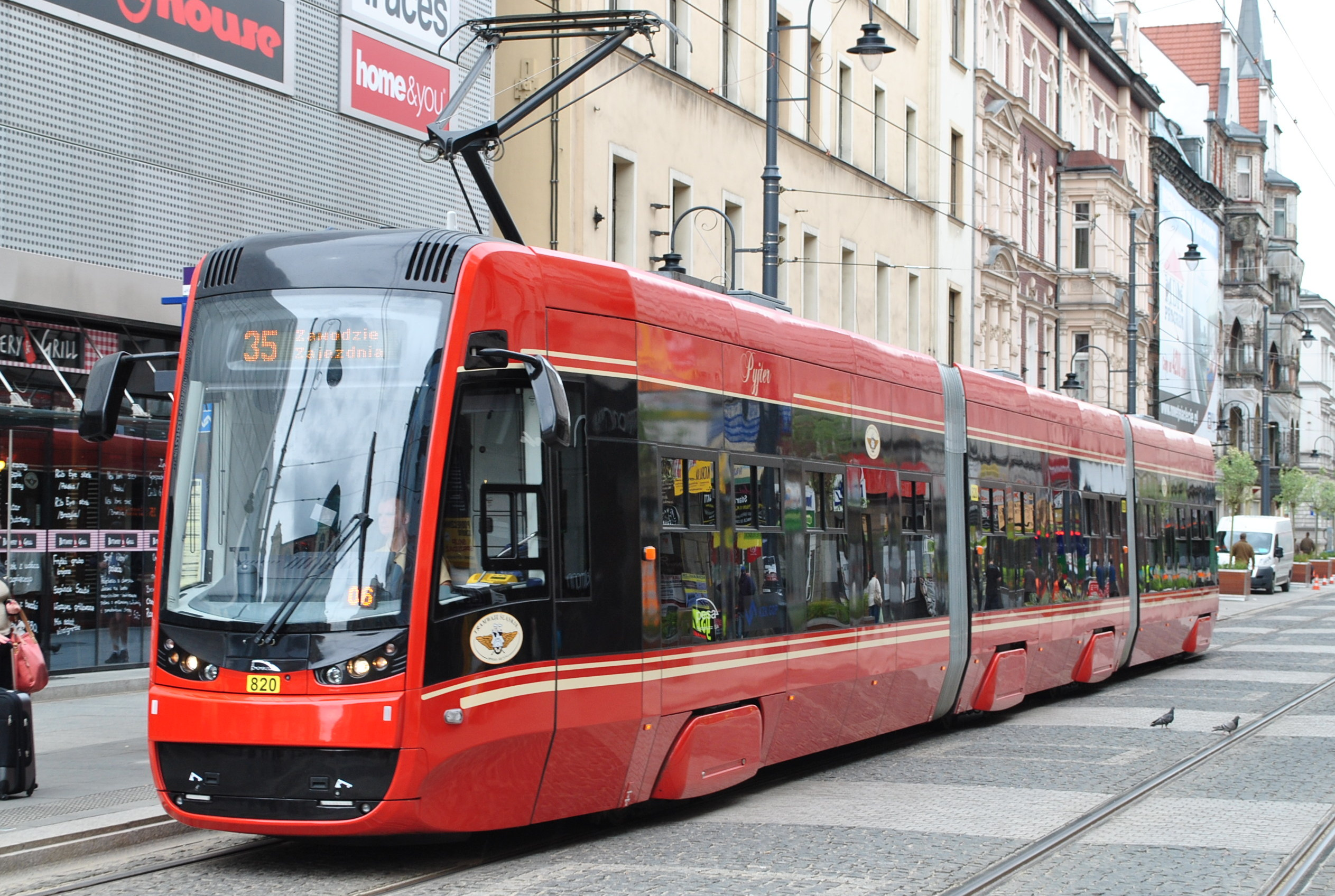
トラム

## 姉妹都市
- ケルン（ドイツ）1991年より
- オーデンセ（デンマーク）1992年より
- フローニンゲン（オランダ）1992年より
- サン＝テチエンヌ (フランス) 1994年より
- オストラヴァ（チェコ）1996年より
- ミシュコルツ（ハンガリー）
- セントフランシス（英語版）（アメリカ合衆国ウィスコンシン州）
- モービル（アメリカ合衆国アラバマ州）
- 瀋陽市（中華人民共和国）

## 主な出身者
- ハンス・ザックス（細菌学者、医学者）
- フランツ・レオポルド・ノイマン（政治学者、ユダヤ系）
- ハンス・ベルメール（芸術家）
- イェジ・ククチカ（登山家）